# Герлах, Карл Людвиг
Карл Людвиг Герлах (дат. Carl Ludvig Gerlach; 26 апреля 1832 — 13 сентября 1893) — датский композитор и оперный певец (баритон) немецкого происхождения. Сын немецкого музыканта Генриха Христиана Герлаха (1777—1838), в начале XIX века прибывшего из Германии и работавшего в Копенгагене органистом. Муж певицы Вильгельмины Герлах.
Помимо отца, начальные уроки музыки Герлах-младший получил у Иоганна Траугота Ланцки, фаготиста Королевской капеллы; далее учился композиции и пению у Рудольфа Бая и Хенрика Рунга. В 1855 г. дебютировал как певец на сцене Копенгагенской оперы. С 1860 г. работал репетитором с хором оперы, в 1863—1888 гг. руководитель хора. Автор оперетты «Любовь есть волшебство» (дат. Kjærlighed er trolddom; 1856), хоровой, вокальной, фортепианной музыки.